# Filodes cocytusalis
Filodes cocytusalis là một loài bướm đêm trong họ Crambidae.